# الرضيمة
الرضيمة (بالإنجليزية: Rudima)‏ الرضيمة أو رضيمة اللواء، قرية في سوريا، تقع في الريف الشمالي لمحافظة السويداء، تتبع إدارية لبلدة شهباء.

## جغرافيا
تقع الرضيمة على الطريق الدولي الرابط بين دمشق والسويداء، جنوب العاصمة دمشق ب 45 كم وشمال مدينة السويداء 50 كم، بين قريتي الصورة ولاهثة، وبمحاذاة منطقة اللجاة الصخرية.

## النشاط البشري
تمتاز القرية بنسبة التعليم العالية ووجود عدد كبير من المثقفين والفنانين فيها، واشتهر منها الإعلامي نضال قبلان. وتفتقر إلى المساحات الكافية للزراعة نظرا لمساحتها الصغيرة، وتشتهر بزراعة تين الصبار والرمان والزيتون.